# Nokia 7.2
Nokia 7.2，是一款运行Android操作系统的诺基亚品牌中高端智能手机。发布于2019年9月23日。

## 型号

### 存儲空間
国际版有三种型号，分别是4GB RAM+64GB的存储空间和6GB RAM+128GB的存储空间。

### 配色
这部手机则有3種不同的配色，分别是碳色(Charcoal)青绿色(Cyan)和冰色(Ice)